# René Jouglet
René Jouglet est un écrivain français, né à Gommegnies le 19 mai 1884 et mort à Montrouge le 24 août 1961.

## Biographie
Fils d'un cantonnier des chemins de fer, René Jouglet devient instituteur, d'abord dans le Nord, puis en banlieue parisienne. Il commence à publier après la Première Guerre mondiale.
René Jouglet est récompensé en 1925 par le prix Maurice-Renard qui célèbre les romans merveilleux-scientifiques à la suite de la publication du Le Nouveau Corsaire en 1924 et de Les Confessions amoureuses l'année suivante. Il manque par ailleurs de peu le prix Goncourt, dont le jury privilégie Le Chèvrefeuille de Thierry Sandre à son Nouveau Corsaire.
Au début des années 1930, il effectue des voyages en Asie qui lui inspirent plusieurs ouvrages.
Collaborateur de l'éditeur Bernard Grasset à partir de la fin de l'année 1939, il intervient cependant à charge contre celui-ci à la Libération.
Dès lors, il est membre du comité directeur du Comité national des écrivains. Sans être adhérent du Parti communiste, il semble en être  très proche, publiant ses livres aux Éditeurs français réunis, maison d'édition de la mouvance communiste. Il collabore aussi à la revue Europe, dont il est membre du comité de direction.
Parallèlement à sa carrière littéraire, il prend des responsabilités à la Fédération des sociétés des gens de lettres à partir de 1937. Après la Seconde Guerre mondiale, il est, de plus, un des dirigeants de la Confédération internationale des sociétés d'auteurs et compositeurs.
Son roman Le Jardinier d'Argenteuil paru en 1937 a été adapté au cinéma en 1966 par Jean-Paul Le Chanois.

## Œuvres
- Les Roses sur la vie, Grasset, 1912 (poésies)
- La Conquête, Grasset, 1914 (poésies)
- L'Enfant abandonné, Grasset, 1924 ; rééd. Grasset, 1947
- Le Nouveau Corsaire, Plon, 1924
- Les Confessions amoureuses, Plon, 1925
- Le Bal des Ardents, Plon, 1926
- Lille, frontispice de Marcel Gromaire, Paris, Émile-Paul Frères, 1926
- Une courtisane, Paris, Éditions du Sagittaire, 1926
- Frères, Grasset, 1927 ; Fayard, 1933
- Colombe, Paris, Éditions des Portiques/Mainz, 1928
- Voyage à la République des Piles, Grasset, 1928
- L'Étrangère, Calmann-Lévy, 1929
- Les Aventuriers, Calmann-Lévy, 1930
- L'Allemande, Paris, La Nouvelle Société d'Édition, 1931
- Frieda ou le voyage allemand, Grasset, 1932
- Le Nigaud, nouvelle inédite, (dans Candide), 11 février 1932
- Le Jardinier d'Argenteuil, Grasset, 1933 ; Paris, J. Ferenczi et fils, 1937
- Tulipe, nouvelle, Paris, l'Illustration, 1933
- Au cœur sauvage des Philippines, Grasset, 1934
- Dans le sillage des jonques, Grasset, 1935
- Soleil levant, Grasset, 1936
- La Ville perdue,Grasset, 1936 ; Éditions de la Nouvelle France, 1945 ; Hachette, 1947
- Le Feu aux poudres, Grasset, 1937
- Nouvelles de l'estaminet, Gallimard, 1937
- Valparaiso, Grasset, 1939
- Le Capitaine de Hong-Kong, Paris, Éditions Colbert, 1944
- Le Masque et le visage, Grasset, 1945
- La Mère et l'Amant, Paris, Éditions Ronsard, 1946
- Le Jardin de l'Occident, nouvelle inédite (dans France-Illustration littéraire et théâtrale, n° 5), juillet 1947
- L'Orage ou l'espoir est pour demain, Paris, Éditeurs français réunis, 1950
- Laurence, Paris/Genève, Éditions de la Paix, 1951
- Les Paysans ;
  - I. Enfance et jeunesse, Éditeurs français réunis, 1951
  - II. L'Apprentissage, Éditeurs français réunis, 1952
- Le Désordre, Éditeurs français réunis, 1952
- Le Coeur et ses pièges…, Paris, Éditions de la Paix, 1952
- L'Or et le pain, Éditeurs français réunis, 1953
- Mazowsze, chants et danses du folklore polonais, Paris, Éditions Cercle d'art, 1954
- Commentaires sur le temps présent, Éditeurs français réunis, 1954
- Les Premiers Feux du jour, Éditeurs français réunis, 1957
- Le Mal du siècle, Éditeurs français réunis, 1960
- Le Grand Carnaval, Éditeurs français réunis, 1961

### Traductions de l'allemand
Avec Romana Altdorf
- Karl et Anna, suivi de Le Pont du destin, de Leonhard Frank, Rieder, 1929
- La Fuite sans fin, de Joseph Roth, Gallimard, 1929